# Sébastien Caré
Pour les articles homonymes, voir Caré.
 (octobre 2024).
Sébastien Caré est un politiste français, spécialiste de la pensée libertarienne.

## Biographie
Titulaire d'un doctorat en science politique de la Faculté de droit et de science politique de l'Université de Rennes 1, il a été, de 2010 à 2015, maître de conférences en science politique à l'Université catholique de Lille, affilié à l'European School of Political and Social Sciences (ESPOL). Depuis septembre 2015, il est maître de conférences à l'Université de Rennes 1.
Il publie en juin 2009 un ouvrage sur la pensée libertarienne aux Presses universitaires de France et en août 2010 un ouvrage sur les libertariens aux États-Unis aux Presses universitaires de Rennes. Il a écrit une thèse sur le mouvement libertarien aux États-Unis (Ludwig von Mises Institute, Parti libertarien, Cato Institute, etc.), menant de nombreux entretiens avec des penseurs libertariens américains contemporains.

## Ouvrages
- 2021, La théorie politique contemporaine : Courants, auteurs, débats, Armand Colin, collection U science politique, 301 pages,  (ISBN 978-2-200-62581-8)
- Des Lumières écossaises à Friedrich Hayek : Genèse et actualité d’un « conséquentialisme archéologique »
- 2010, Les libertariens aux États-Unis : Sociologie d'un mouvement asocial, PUR, collection Res Publica, 314 pages,  (ISBN 978-2-7535-1138-5)
- 2009, La pensée libertarienne : Genèse, fondements et horizons d'une utopie libérale, PUF, collection Fondements de la politique, 350 pages,  (ISBN 2130573592)